# Caligula

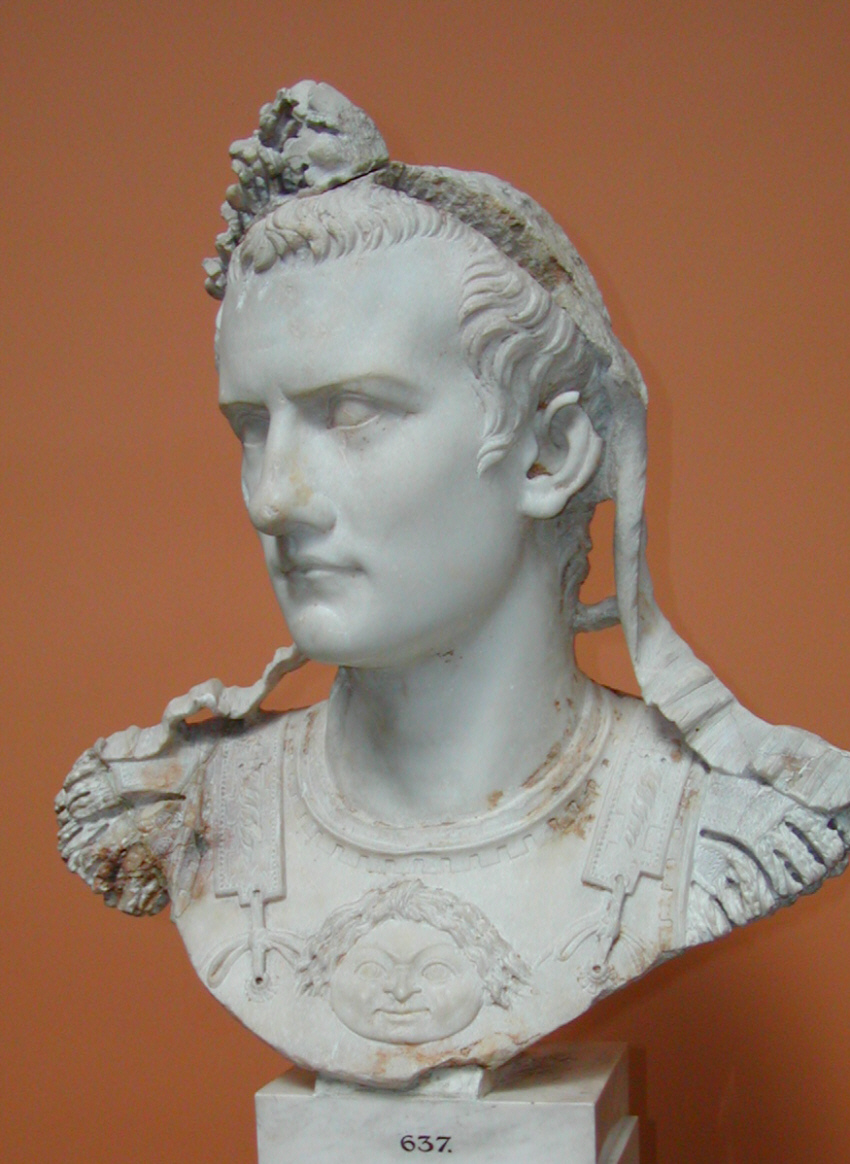
Caligula
Ny Carlsberg Glyptotek

Gaius Caesar Augustus Germanicus (* 31. August 12 in Antium als Gaius Iulius Caesar; † 24. Januar 41 in Rom), postum bekannt als Caligula, war von 37 bis 41 römischer Kaiser.
Caligulas Jugend war von den Intrigen des ehrgeizigen Prätorianerpräfekten Seianus geprägt. Nach hoffnungsvollem Regierungsbeginn, der durch persönliche Schicksalsschläge getrübt wurde, übte der Kaiser seine Herrschaft zunehmend als autokratischer Monarch aus und ließ in Hochverratsprozessen zahlreiche Senatoren in willkürlicher Ausschöpfung seiner Amtsgewalt zum Tode verurteilen. Seine Gewaltherrschaft endete mit seiner Ermordung durch die Prätorianergarde und Einzelmaßnahmen zur Vernichtung des Andenkens an den Kaiser.
Da die antiken Quellen Caligula praktisch einhellig als wahnsinnigen Gewaltherrscher beschreiben und sich zahlreiche Skandalgeschichten um die Person des Kaisers ranken, ist er wie kaum eine zweite Herrscherpersönlichkeit der Antike zum Gegenstand belletristischer und populärwissenschaftlicher Bearbeitungen geworden. Einige Beiträge der jüngeren Forschung diskutieren allerdings alternative Ansichten.

## Anfänge

### Herkunft

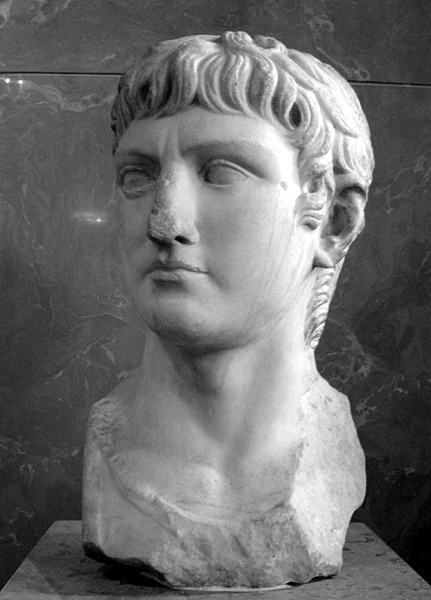
Germanicus: Feldherr des Tiberius und Vater des Caligula (Louvre)

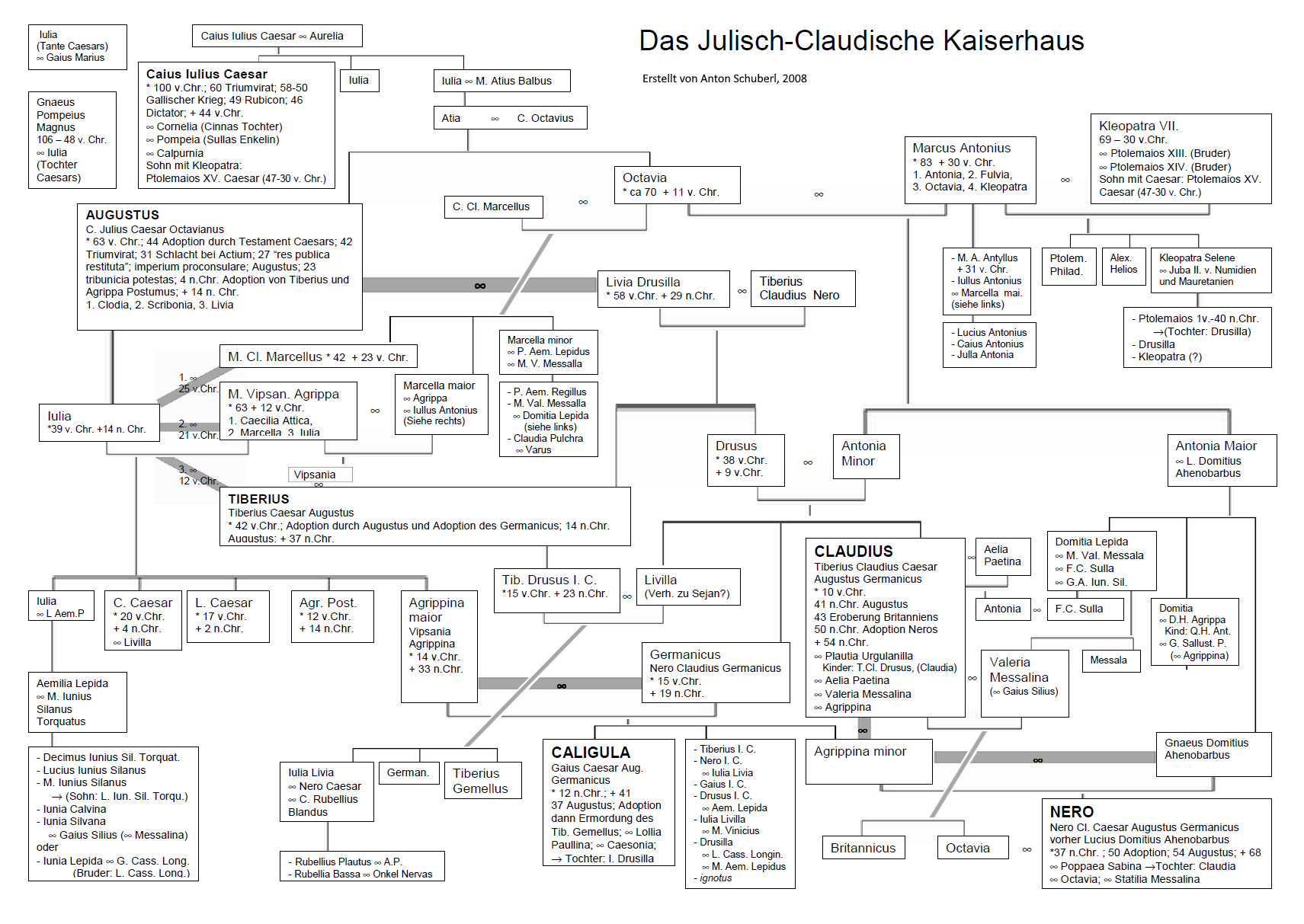
Das Julisch-Claudische Kaiserhaus

Geboren als Sohn des Germanicus und Agrippina der Älteren mit dem Namen Gaius Iulius Caesar, war Caligula durch die Mutter Urenkel von Kaiser Augustus, durch den Vater Urenkel von Augustus’ Frau Livia (siehe Julisch-claudische Dynastie). Der Name Caligula (lateinisch: „Soldatenstiefelchen“, Diminutiv zu caliga) ist von den genagelten Soldatenstiefeln der Legionäre abgeleitet, den caligae, welche die Rheinlegionen für den mitreisenden Sohn ihres Oberbefehlshabers Germanicus anfertigen ließen, und war zu Lebzeiten ungebräuchlich. Sein vollständiger Titel zum Zeitpunkt seines Todes war Gaius Caesar Augustus Germanicus, Pontifex maximus, Tribunicia potestate IV, Consul IV, Imperator, Pater patriae.

### Jugend

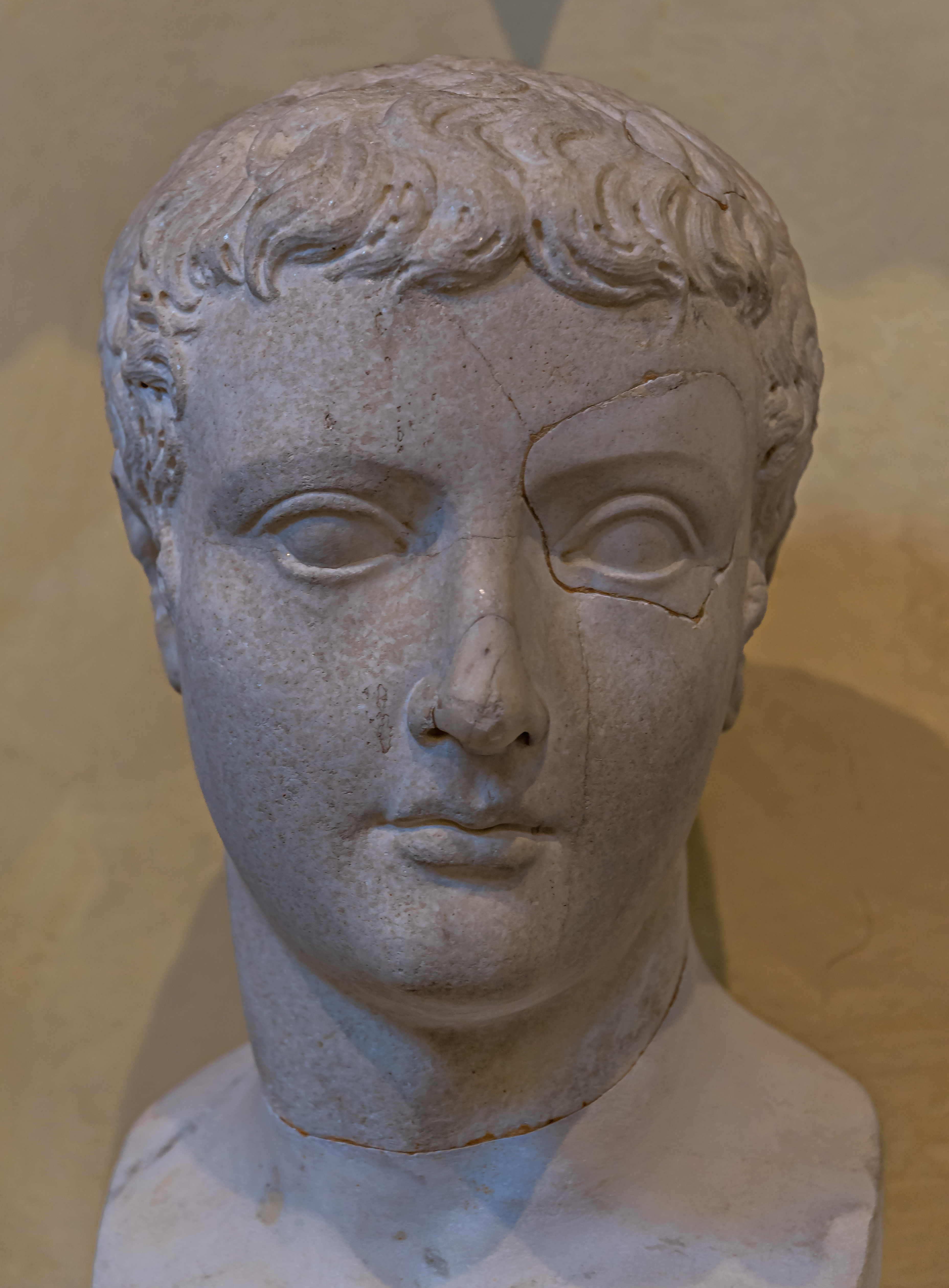
Porträt des jugendlichen Caligula (Vatikanische Museen)

Schon als Kleinkind begleitete Caligula seine Eltern 14 bis 16 n. Chr. nach Germanien, wo er zum Liebling der Truppen wurde, und anschließend in den Orient. Als Caligula sieben Jahre alt war, verstarb sein Vater Germanicus im Jahr 19 während dieser Orientreise, wobei der Statthalter Syriens Gnaeus Calpurnius Piso beschuldigt wurde, ihn vergiftet zu haben. Caligulas Mutter kehrte mit ihm nach Rom zurück. Der Hof von Caligulas Großonkel Tiberius war zu dieser Zeit von der intriganten Politik des mächtigen Prätorianerpräfekten Seianus geprägt, der den Plan fasste, durch systematische Ausschaltung der natürlichen Erben des Tiberius seine eigene Nachfolge durchzusetzen. Diesem Plan kam der Tod des Drusus im Jahre 23, den Seianus’ Frau später als geplanten Giftmord ihres Gatten darstellte, sehr gelegen. Seianus denunzierte Caligulas Mutter, Agrippina die Ältere, bei Tiberius mit Verschwörungsvorwürfen, woraufhin Agrippina und Caligulas ältester Bruder Nero Caesar im Jahre 29 in die Verbannung gehen mussten, während derer beide in den Tod gedrängt wurden. Nur ein Jahr später wurde unter ähnlichen Umständen der zweitälteste Bruder, Drusus Caesar, in den Kerker geworfen, wo er durch Nahrungsentzug getötet wurde. Damit war Caligula der einzige überlebende Thronfolger.

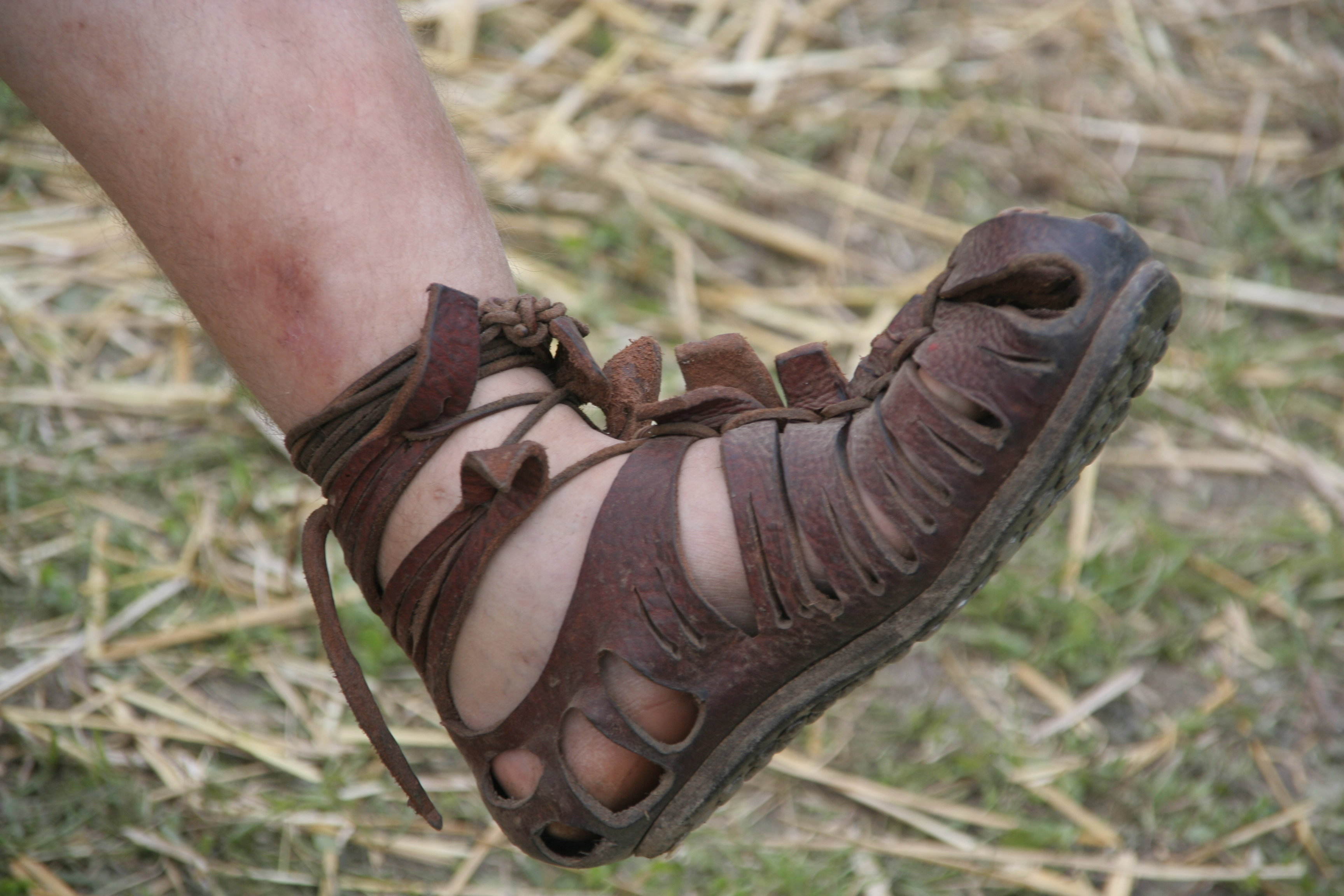
caliga

Das Sorgerecht für den jungen Caligula war bereits im Jahr 27 an seine Urgroßmutter Livia, die Mutter des Tiberius und Witwe des Augustus, übergegangen. Nach ihrem Tod wurde Caligula der Obhut seiner Großmutter Antonia übergeben. Wohl um ihn als einzig verbliebenen männlichen Erben des Tiberius vor Mordversuchen zu schützen, wuchs der jugendliche Caligula isoliert im Umfeld seiner drei Schwestern Agrippina, Drusilla und Iulia Livilla auf, unter denen er eine besondere Zuneigung zu Drusilla entwickelte. Dass Tiberius an seiner Regierungsfähigkeit zweifelte und ihn deshalb vom politischen Leben ausschloss, ist vermutlich eine spätere Konstruktion, da die Quellen sonst von der allgemeinen Beliebtheit des jungen Caligula berichten: Vorsicht und Intelligenz hätten den späteren Kaiser die Zeit bis zur Hinrichtung des Seianus im Jahre 31 überleben lassen, allerdings in späteren Jahren eine ständige Angst vor vermeintlichen oder realen Verschwörungen mitverursacht. Vermutlich von dem engen Umgang Caligulas mit seinen Schwestern motiviert, der später zur propagandistischen Erhöhung der Frauen führte, wird vom Inzest der Geschwister berichtet. Aus dynastischen Gründen – Kindszeugungen in engen Verwandtenverhältnissen waren in der Kaiserfamilie nicht ungewöhnlich – kann ein Inzest allerdings nicht ausgeschlossen werden.
Tiberius rief Caligula noch im Jahr 31 an seinen Alterssitz auf Capri. Dort gelang es dem jungen Mann, das Vertrauen des amtierenden Kaisers zu gewinnen. Sueton berichtet, dass dieses Vertrauensverhältnis auf dem gemeinsamen Interesse an Folterungen und sexuellen Ausschweifungen beruhte. Es dürfte sich hierbei jedoch um einen zumindest tendenziösen Passus des anekdotenreichen Biographen handeln, der ähnliche Berichte auch anderen Kaisern zuschreibt, ebenso bei dem überlieferten Gerücht, Caligula habe den kranken Tiberius mit einem Kissen erstickt: Besonders bei Todesfällen von Herrschern kamen häufig unbestätigte Gerüchte auf.

## „Der Kaiser“

### Regierungsantritt

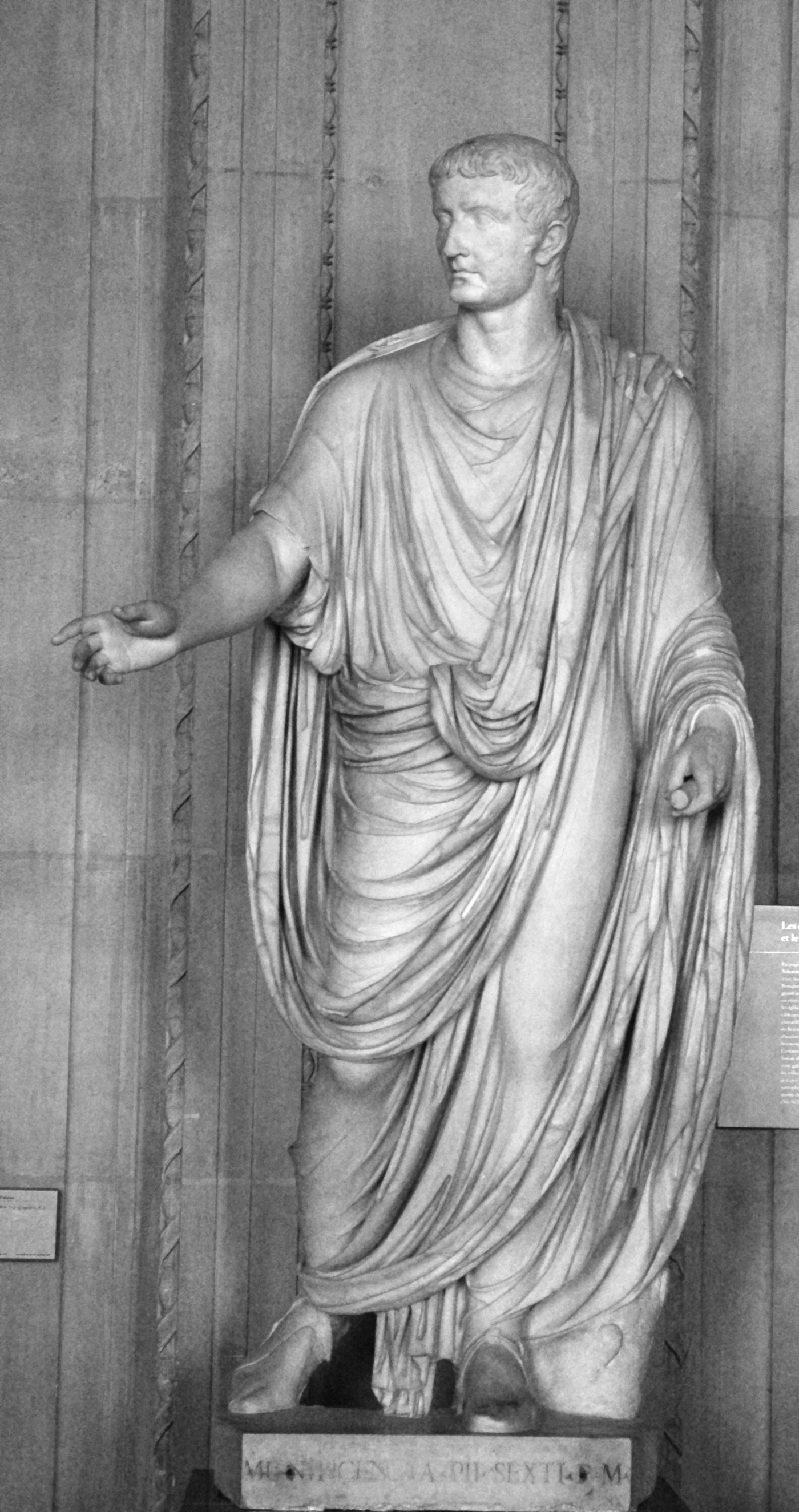
Porträt des Tiberius auf nicht zugehöriger Togastatue (Louvre)

Mit dem Tod des Tiberius am 16. März 37 war die Nachfolge Caligulas weit sicherer als noch bei den mehrfach wechselnden Nachfolgekandidaten unter Augustus. Zwar hatte Tiberius in seinem Testament seinen leiblichen Enkel, Caligulas Cousin Tiberius Gemellus, zum Miterben eingesetzt, der Senat erklärte es aber auf Initiative des Prätorianerpräfekten und Nachfolgers des Seianus, Macro, für ungültig. Die von Augustus geschaffene Prätorianergarde mit ihrem Präfekten hatte traditionell ein enges Verhältnis zum Kaiser und mag daher gehofft haben, den jungen Caligula als Marionette zu gebrauchen. Jedenfalls ließ sie ihn am 18. März zum Kaiser ausrufen. Nach feierlichem Einzug in Rom übertrug der Senat am 28. März beinahe sämtliche Amtsfunktionen und Privilegien, die Augustus und Tiberius über die Zeit auf sich vereinigt hatten, an Caligula. Der übergangene Tiberius Gemellus wurde zunächst mit der Adoption durch Caligula entschädigt, die ihm Hoffnung auf Teilhabe an der Herrschaft sowie eine spätere Nachfolge machen konnte.
Nach den unruhigen letzten Regierungsjahren des Tiberius, die durch den Putschversuch des Seianus und die anschließenden Prozesse geprägt waren, wurden mit Caligulas Herrschaftsantritt große Hoffnungen verbunden, unter anderem wegen der Popularität seines Vaters Germanicus, der als Wunschnachfolger des Augustus gegolten hatte.

### Die ersten zwei Jahre (37–38 n. Chr.)

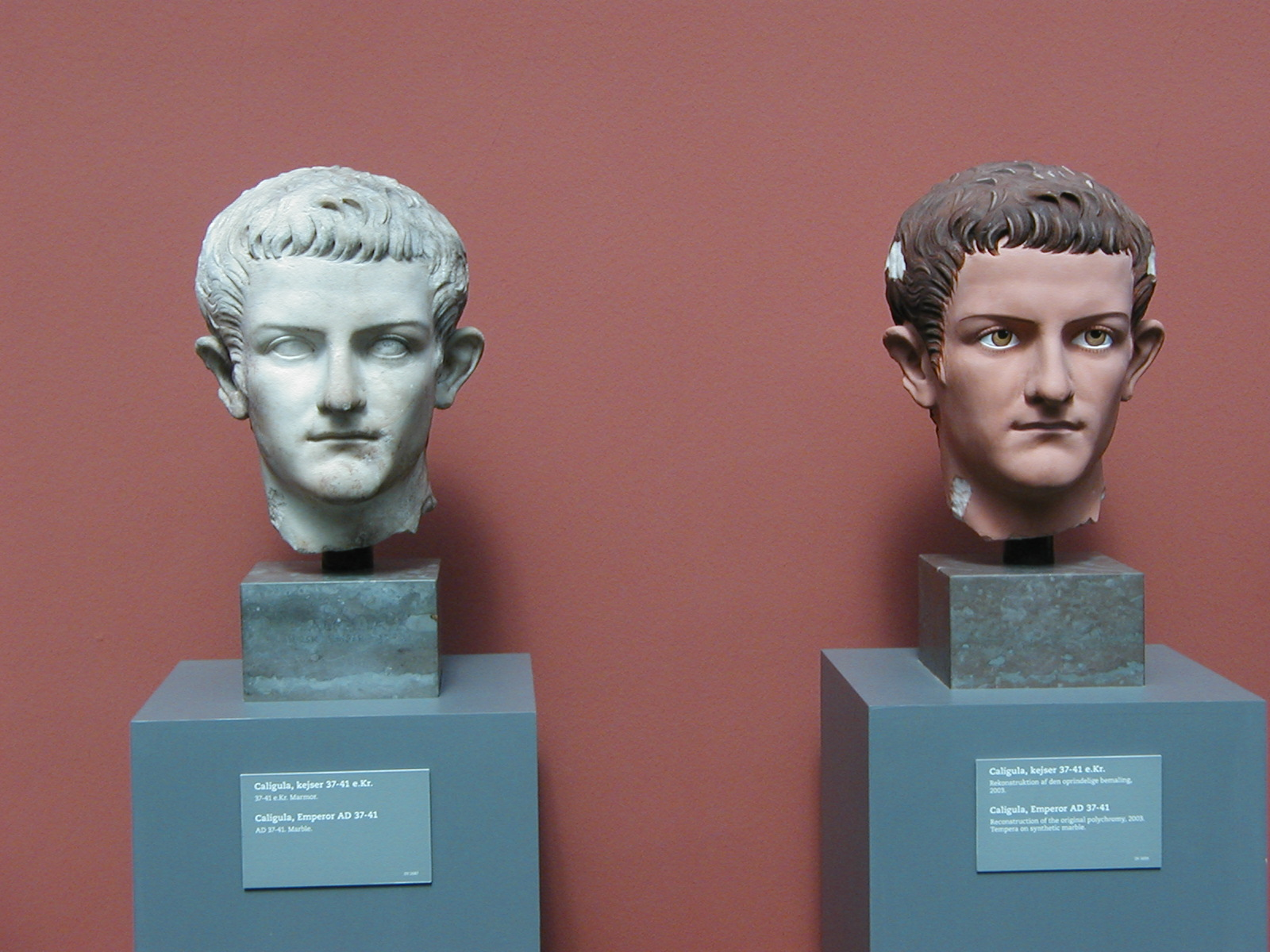
Porträtbüste aus Marmor mit Farbresten. Daneben eine Gipsreplik mit dem Versuch, die antike Polychromie zu rekonstruieren. Ny Carlsberg Glyptotek, Kopenhagen

In den ersten Monaten seiner Regentschaft machte sich Caligula bei den herrschaftstragenden Gruppen beliebt: Er beschloss Steuersenkungen, setzte die unter Tiberius ausufernden Hochverratsprozesse aus und gewährte den bereits mit der Verbannung bestraften Senatoren die Rückkehr. Auch mit der Ausweisung einer Gruppe von Lustknaben distanzierte er sich von Tiberius, der deren Dienste in Anspruch genommen haben soll. Der Prätorianergarde ließ er erstmals bei Regierungsantritt ein Geldgeschenk zukommen und erkaufte sich damit die Gunst dieser als kaiserliche Leibgarde dienenden Elitetruppe. Der Tempel des vergöttlichten Augustus wurde symbolträchtig zu Beginn seiner Herrschaft eingeweiht, um Abstammung und Verbundenheit zum ersten Kaiser zum Ausdruck zu bringen. Diese Maßnahmen brachten Caligula allerdings an den Rand des Ruins. Kostspielig waren auch die von Caligula veranstalteten aufwändigen Wagenrennen, Tierhetzen und Gladiatorenkämpfe, die während seiner Regierungszeit grausamer wurden und dabei dem Geschmack der Zeit entgegenkamen: Blutige Gladiatorenkämpfe wurden in der Antike, soweit bekannt, zumindest nicht nachhaltig kritisiert. Viele Grausamkeiten des Kaisers sind im Zusammenhang mit Spielen oder öffentlichen Spektakeln überliefert.
Möglicherweise aus Überanstrengung litt Caligula nach 6 Monaten Herrschaft an einer schweren Krankheit. Ihre Folgen kleidete Sueton in die Worte: Bis hierhin vom Kaiser, jetzt muss über das Scheusal berichtet werden. Dieser Periodisierung liegt ein gängiges Erzählmuster der antiken Biographie zugrunde, die das Leben eines Menschen möglichst in Kategorien aufzuteilen bestrebt war. Tatsächlich begannen in der Zeit nach Caligulas Genesung die ersten Hochverratsprozesse: Der Kaiser ließ seinen ehemaligen Miterben und Adoptivsohn Tiberius Gemellus, seinen Schwiegervater Silanus, den Vater seiner ersten, bereits 36 oder 37 im Kindbett verstorbenen Frau Iunia Claudilla, und den einflussreichen Prätorianerpräfekten Macro unter dem Vorwurf einer Verschwörung verhaften und zum Selbstmord zwingen. Caligula hatte damit seine Herrschaft abgesichert und gegen Einflussnahme geschützt.

### Außenpolitik

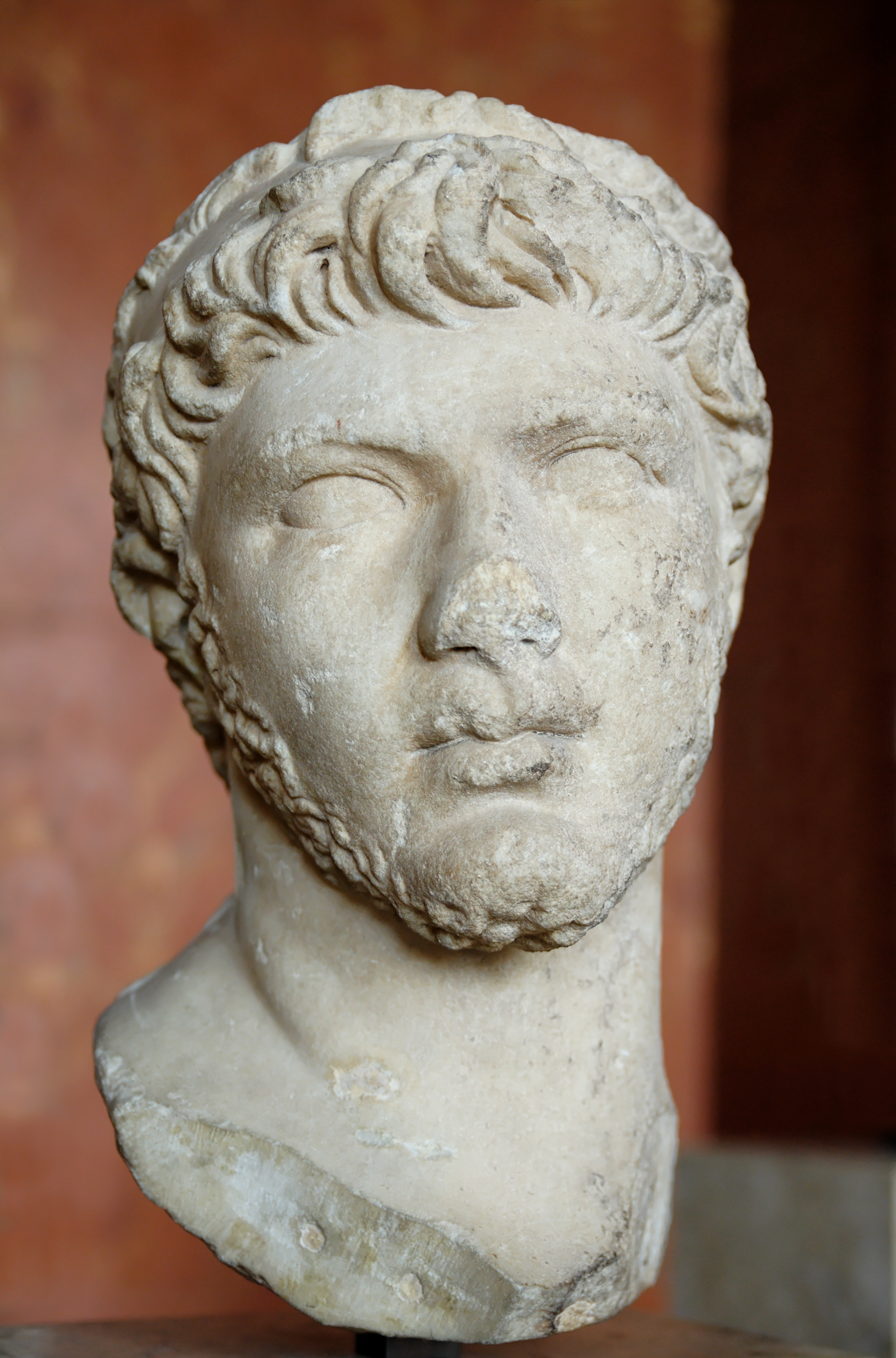
Ptolemaios von Mauretania (Louvre)

Caligulas kurze Regierungszeit sah nur vergleichsweise kleine militärische Unternehmungen, deren Chronologie weitgehend unklar ist. Im Herbst 39 überschritt er mit einem Heer die Alpen, um in der Tradition seiner Vorfahren die als noch nicht abgeschlossen angesehene Expansion in Germanien und Britannien fortzuführen. Sein Germanienfeldzug, der in der antiken Geschichtsschreibung als chaotisch und unmotiviert eingestuft wird, könnte der modernen Forschung zufolge durchaus einen politisch ernstzunehmenden Sinn rund um die Sicherung der Rheingrenze gehabt haben. Allerdings ist weder der genaue Ort der militärischen Operation bekannt noch wer die Gegner waren. Diskutiert wird einerseits ein Vorgehen gegen die Chatten in und um das heutige Hessen, andererseits (aufgrund einer Bemerkung des spätantiken Geschichtsschreibers Eutropius) eine Verortung des kurzen Krieges am Oberrhein. Ob dabei die germanischen Oberrheinsueben, die sich erst kurz zuvor mit römischer Unterstützung dort angesiedelt hatten, am römischen Angriff beteiligt waren oder kurzzeitig zu den Gegnern Roms zählten, lässt sich in diesem Fall jedoch nicht entscheiden.
In jedem Fall waren Caligulas Ambitionen in Germanien nicht von Erfolg gekrönt: Weder konnte der Kaiser signifikante territoriale Gewinne verzeichnen noch erhielten die provisorischen Militärterritorien des ober- und niedergermanischen Heeres vor 85 n. Chr. den Status einer Provinz mit der hierzu notwendigen Infrastruktur. Im Zusammenhang mit dem Britannienfeldzug berichten die Quellen ausschließlich von großenteils grotesk anmutenden Aktionen des Kaisers. So ließ er Seemuscheln an den Stränden des Ärmelkanals sammeln, die als exotische Beutestücke den Erfolg der Operation suggerieren sollten. Pläne zu einem aufwendigen Triumph, bei dem eigens angeworbene gallische Gladiatoren mit rot gefärbten Haaren als germanische Kriegsgefangene aufgeführt werden sollten, wurden in diesem Umfang nicht verwirklicht. Die Münzprägung des Caligula betont indes die militärische Größe des Kaisers und steht damit im Widerspruch zur literarischen Überlieferung.
Außerhalb militärischer Führungsstellen war Caligulas Politik erfolgreicher. Es gelang ihm 37, den im Umkreis der kaiserlichen Familie aufgewachsenen, romfreundlichen Herodes Agrippa I. als König von Judäa einzusetzen und sein Herrschaftsgebiet zwei Jahre später zu erweitern. Außerdem ließ Caligula unter unbekannten Umständen im Jahre 40 Ptolemaios, den König von Mauretania, zunächst nach Rom einladen, anschließend ermorden und sein Gebiet annektieren. Die Quellen berichten von Neidgefühlen des Caligula, welche der eindrucksvolle Auftritt des Königs im Amphitheater auslöste. Politische Motive für die Ermordung, die zur Expansion des Reiches beitrug, sind jedoch anzunehmen.

### Kunstraub

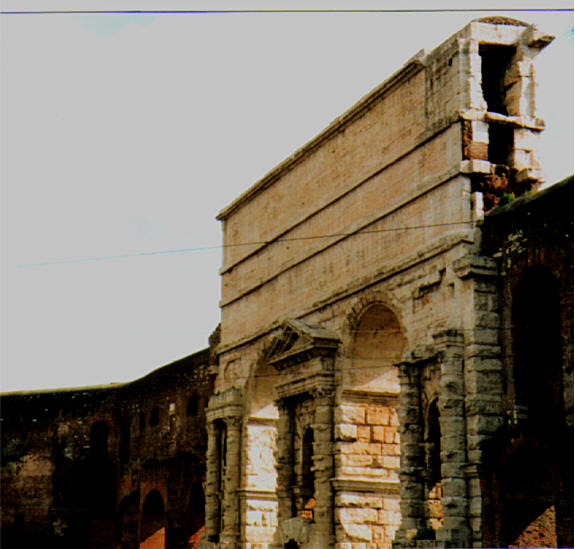
Porta Maggiore mit Aquädukt des Claudius, das von Caligula begonnen wurde

Caligula ist auch als Liebhaber und Räuber nichtitalischer Kunstschätze, bevorzugt aus dem opulenten Bestand griechischer Tempel, in die Geschichte eingegangen. So wollte er die Zeus-Statue des Phidias, ein Weltwunder der Antike, nach Rom bringen lassen. Dieses Vorhaben scheiterte der Überlieferung nach daran, dass die Statue durch einen Abbau zerstört worden wäre und sich mächtige Wunderzeichen ereignet hätten. Seit Fortschreiten der Expansion und administrativer Einteilung des Reiches in Provinzen war Kunstraub durch Statthalter und Verwaltungsbeamte keine Seltenheit, was sich in den zahlreichen Belegen diesbezüglicher Anklagen spiegelt, die vermutlich bei weitem nicht das tatsächliche Ausmaß zum Ausdruck bringen. Da Caligula sich nur kurzfristig im Osten des Reiches aufhielt, mag die Initiative zum Kunstraub im Einzelfall eher beim verantwortlichen Statthalter als beim Kaiser gelegen haben. Caligula wird diese Missstände zumindest nicht unterbunden haben, da es gerade in seinem Interesse lag, seine Herrschaft mit hellenistischen Symbolen auszuschmücken. Als Augenzeuge berichtet Philon von Alexandria über die luxuriöse Ausstattung der Privatgemächer des Kaisers mit Kunstwerken aus aller Welt.

### Bautätigkeiten
Caligulas freizügiger Umgang mit Geld schlug sich in bisweilen spektakulären Bauvorhaben nieder: Archäologisch nachweisbar sind ein Leuchtturm bei Boulogne in Nordfrankreich, der Wiederaufbau des Palastes des Polykrates in Samos, der Baubeginn zweier stadtrömischer Aquädukte, Reparaturen an der Stadtmauer und von Tempeln in Syrakus sowie eines Bades in Bologna. Literarische Belege existieren für ehrgeizige Projekte zum Bau eines Kanals über den Isthmus von Korinth, von Straßenverbindungen über die Alpen, den Ausbau des Hafens von Rhegium sowie der zwei sogenannten Nemi-Schiffe, zweier riesiger Schiffe, die sowohl kultischen Zwecken als auch zum Privatgebrauch des Kaisers dienten. Die Schiffe waren mit zwei im Lago di Nemi bereits 1446 entdeckten und 1929–1931 von Archäologen geborgenen Schiffswracks aufgrund eindeutiger Inschriften identifiziert worden. 1944 wurden sie allerdings bei einem Brand im eigens für sie gebauten Museum zerstört.
In Rom wurde an den Abhängen des Vatikanhügels ein Circus errichtet, das Theater des Pompeius renoviert, ein aufwendiges Amphitheater aus Holzbalken aufgestellt, das Staatsgefängnis (Carcer Tullianus), das der Hinrichtung politischer Gegner diente, ausgebaut sowie die Privatgemächer und Lustgärten des Kaisers luxuriös ausgestaltet (die sogenannten Gärten der Kaisermutter). Als besonders spektakulär und Zeichen der Eitelkeit des Kaisers wird eine mehr als fünf Kilometer lange Schiffsbrücke über die Bucht von Neapel zwischen Puteoli und Baiae beschrieben. Archäologische Überreste von Bauten an der Residenz des Caligula wurden 2003 auf dem Gelände des Forum Romanum gefunden.

### Ehen
In erster Ehe war Caligula mit Iunia Claudilla verheiratet. Die Hochzeit wurde 33 n. Chr. noch vom Kaiser Tiberius ausgerichtet. Etwa vier Jahre später starb sie, vermutlich bei der Geburt ihres ersten Kindes. Ein weiterer Schicksalsschlag traf den Kaiser am 10. Juni 38 mit dem Tod seiner Lieblingsschwester Drusilla, für die er Ehrungen beschloss, die in Rom nur bei männlichen Herrscherpersönlichkeiten üblich waren. Bald nach dem Todesfall heiratete Caligula die vornehme Römerin Livia Orestilla; ihre Eheschließung mit Gaius Calpurnius Piso ließ Caligula noch während der Zeremonie wieder annullieren, nur um sie am selben Tag selbst zu heiraten. Bereits wenige Tage später erfolgte die Scheidung. Später schickte er Livia ins Exil, weil er sie verdächtigte, die Beziehung zu Piso wieder aufgenommen zu haben. Seine dritte Ehefrau war Lollia Paulina, die ebenfalls bereits verheiratet war (mit Publius Memmius Regulus) und von der er sich auch nach kurzer Zeit wieder trennte. In vierter Ehe war Caligula mit Milonia Caesonia verheiratet, mit der er Ende 39 oder Anfang 40 eine Affäre begonnen haben soll. Da diese in einem moralisch fragwürdigen Ruf stand, soll die römische Öffentlichkeit von der Eheschließung nicht sehr angetan gewesen sein. Nur einen Monat nach der Hochzeit – laut Sueton sogar am Tag der Vermählung – gebar Milonia eine Tochter, die ihren Namen Iulia Drusilla nach Caligulas verstorbener Schwester erhielt.

## „Das Scheusal“

### Ermordung
Nach nur vier Jahren der Herrschaft fand Caligula den Tod durch die Hand der Prätorianergarde. Initiator war ihr Offizier Cassius Chaerea, wobei die Verschwörung von einem Teil des Senatorenstandes und anderen einflussreichen Persönlichkeiten am Kaiserhof mitorganisiert wurde. Antike Todesdarstellungen sind üblicherweise stark stilisiert: Laut den antiken Berichten erfolgte das Attentat im unterirdischen Korridor eines Theaters, wobei Caligula nach der Art einer rituellen Opferung abgeschlachtet wurde, um so den Personenkult des Caligula in einer symbolischen Rollenumkehrung zu vergelten.
Caligulas Ermordung erfolgte, nachdem er den Senat durch demonstrative Ausschöpfung der verfassungsrechtlichen Möglichkeiten des Prinzipats brüskiert hatte. Über die Gründe und den genauen Ablauf der Verschwörung gibt Flavius Josephus den ausführlichsten Bericht, über die Chronologie der vorausgegangenen Vorgänge lässt sich allerdings wenig Sicheres sagen, da die Darstellung des Sueton für diese Zeit ungeordnet, diejenige des Cassius Dio teilweise verloren und in den erhaltenen Teilen nicht widerspruchsfrei ist. Laut dessen Zeugnis begann Caligulas radikaler Regierungswechsel mit einer im Laufe des Jahres 39 vor dem Senat gehaltenen Rede. Die wörtliche Wiedergabe dieser Rede ist höchstwahrscheinlich eine unhistorische Ausgestaltung des Geschichtsschreibers, doch liegt ein in diesem Jahr erfolgter Umbruch auch durch andere Quellenaussagen nahe.

### Gewalt

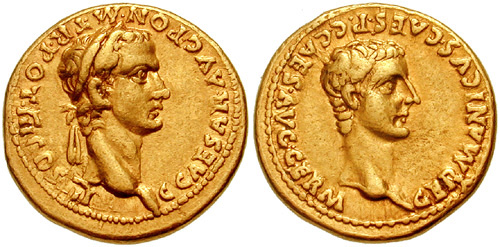
Aureus des Caligula, auf der Rückseite Caligulas Vater Germanicus

Hauptgrund der Verschwörung war Caligulas ausufernde Anwendung von Gewalt, vor allem gegen Senatoren: Der Kaiser ließ die Hochverratsprozesse, die nach dem Tod des Tiberius vorübergehend ausgesetzt wurden, etwa gegen Mitte der Regierungszeit in großem Umfang wieder aufnehmen. Mindestens 36 Fälle teils grausamer Hinrichtungen oder anderer schwerer Bestrafungen wie der Verbannung sind literarisch unter Angabe des Namens belegt, wobei es sich bei diesen Opfern in der Regel um Angehörige der Oberschicht, teilweise auch um Soldaten oder Bühnendarsteller handelte. In einigen Fällen ließ Caligula Senatoren foltern, die rechtlich grundsätzlich vor der Folter immun waren. Hierzu boten allerdings die Hochverratsgesetze einen gewissen rechtlichen Spielraum. Sueton erwähnt die Ermordung von Verbannten, ohne allerdings konkrete Fälle anzuführen. Caligula mag durch seine Jugenderfahrungen ein übertriebenes Bedrohungspotenzial wahrgenommen haben. Durch die Prozesse wuchs tatsächlich die Gefahr eines Mordanschlages.
Dem Kaiser wird daher das Motto oderint, dum metuant (zu dt.: Sollen sie mich doch hassen, solange sie mich fürchten) zugeschrieben, das auf ein Zitat einer Tragödie des Lucius Accius zurückgeht. Hierin spiegelt sich der politische Stil der autokratischen Herrschaft, die Widerstand durch Gewalt oder zumindest deren demonstrative Zurschaustellung bekämpft, anstatt durch Konsensbildung ein derartiges Risiko zu verringern sucht. In ähnlicher Weise soll Caligula geäußert haben: „Hätte das Volk von Rom doch nur einen einzigen Nacken! [… damit ich es mit einem Mal erwürgen kann]“. Wörtliche Zitate in der antiken Literatur sind allerdings in ihrer Historizität fragwürdig; sie dienten dazu, den Charakter einer Person pointiert zum Ausdruck zu bringen.
Hinrichtungen von Senatoren werden beinahe ausnahmslos als Willkürakte des Kaisers beschrieben, der entweder aus sadistischer Mordlust oder in Reaktion auf geringfügige Vergehen (wie Kritik an der Kleidung des Kaisers) handelte. Das Gleiche gilt für grausame Tötungen, besonders im Umfeld des nichtaristokratischen Kaiserhofs, bei denen der Kaiser seinen Anspruch auf totale Ermessensfreiheit zynisch zum Ausdruck brachte. Abweichend davon lässt sich aus der allgemeinen Regierungsrichtung vermuten, dass es Caligula letztlich mehr oder weniger um eine systematische Entmachtung des Senats ging, indem er einige Senatoren beseitigen ließ und die übrigen einschüchterte. Für diese Annahme sprechen Auffälligkeiten seiner Regierung, die im Folgenden diskutiert werden.
Es finden sich außerdem überlieferte Berichte von Zwangsprostitution und Vergewaltigungen seitens des Kaisers, denen Angehörige der Oberschicht zum Opfer fielen. In der Forschung werden jedoch einige Berichte über Caligula (und andere Kaiser) in ihrer Historizität angezweifelt und dem Bereich der Tyrannentopik zugewiesen, da sich auch bei anderen negativ bewerteten Herrschern der römischen und vorrömischen Antike vergleichbare Berichte in auffälliger Weise wiederholen. Unbestätigte Gerüchte sowie literarische Bearbeitungen, zum Beispiel im Rahmen von Tragödien, oder Bezugnahmen auf typologisch vergleichbare Herrscherpersönlichkeiten finden oft als historische Berichte Eingang in die Literatur. So geben einige Geschichtsschreiber in methodischen Abschnitten darüber Auskunft, dass fiktionale Elemente zur nachdrücklichen Charakterisierung einer Person legitim seien. Nur selten lässt sich allerdings mit letzter Sicherheit entscheiden, was zu diesem Bereich zu zählen ist, so dass sich gerade im Falle Caligulas eine Reihe historischer Probleme ergeben.

### Caligula und der Senat
Durch demonstrative Gesten der Demütigung, die oft an Hofzeremonielle orientalischer Despoten erinnern, zielte Caligula auf eine politische Ausschaltung des hohen Standes. Bei der Ämtervergabe überging der Kaiser gezielt unerwünschte Bewerber und machte sich auch dadurch unbeliebt. Die Quellen berichten unter den zahllosen Extravaganzen des Kaisers, dass er sein Lieblingspferd Incitatus mit dem Konsulat bestallen wollte. Sollte Caligula sich tatsächlich in dieser Richtung geäußert haben, so wohl mit der Absicht, dem Senat seine alleinige Entscheidungsgewalt und seine Allmacht, auch über die Senatsaristokratie, zu demonstrieren.

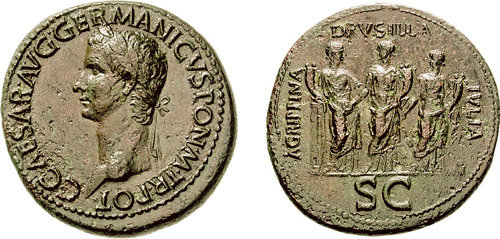
Caligula ließ sich auf Münzen zusammen mit seinen Schwestern darstellen.

Caligula stand einem orientalischen Herrschaftsverständnis nahe, was eine demonstrativ extravagante Lebensweise sowie die Verehrung im Staatskult schon zu Lebzeiten, nicht erst nach dem Ableben, mit einschloss (obwohl sich im Westen des Reiches heute keine Belege in Form von Tempelanlagen, Inschriften oder Münzen finden, die Caligula eindeutig in Zusammenhang mit einer persönlichen Verehrung bringen). Die öffentliche Darstellung seiner Verbundenheit zu seinen Schwestern und besonders zu Drusilla könnte von ägyptischen Geschwisterherrschaften inspiriert sein. Ein solcher Herrschaftsstil, dem sich etwa auch Gaius Iulius Caesar und besonders Marcus Antonius verbunden fühlten, war der römischen Oberschicht von jeher suspekt. Der Kaiser brachte dieses Herrschaftsverständnis durch Ersetzung von Götterbildern mit dem eigenen Porträt oder dem von Verwandten zum Ausdruck sowie durch hellenistischen Kleidungsstil. Soweit Gründe für Hinrichtungen genannt sind, stehen diese zumeist mit einer Kritik an dieser Herrschaftsauffassung in Zusammenhang. Auch sind Tendenzen einer Alexander-Imitatio erkennbar.
Wie im Falle des Antonius berichten die Quellen von den Plänen des Kaisers, die Hauptstadt des Reiches von Rom nach Alexandria zu verlegen, was einer endgültigen Entmachtung des Senats gleichgekommen wäre. Darin mögen sich Überlegungen zu einer radikalen Reichsreform spiegeln, basierend auf der Erkenntnis, dass sich ein Imperium von der Größe des römischen Reiches nicht mehr mit dem Personalbestand einer mittelitalienischen Stadt verwalten ließ, sondern nur mit Hilfe einer entwickelten Bürokratie und Hierarchie wie im hellenistisch-ptolemäischen Ägypten. Caligula mag gehofft haben, unter Übergehung des Senatorenstandes seine Regierung zunehmend auf Teile des Ritterstandes zu stützen, der einerseits durch Degradierungen, andererseits durch die Förderung loyaler Mitglieder personell umstrukturiert und dem Kaiser botmäßig gemacht werden sollte.

### Gruppen außerhalb der Oberschicht

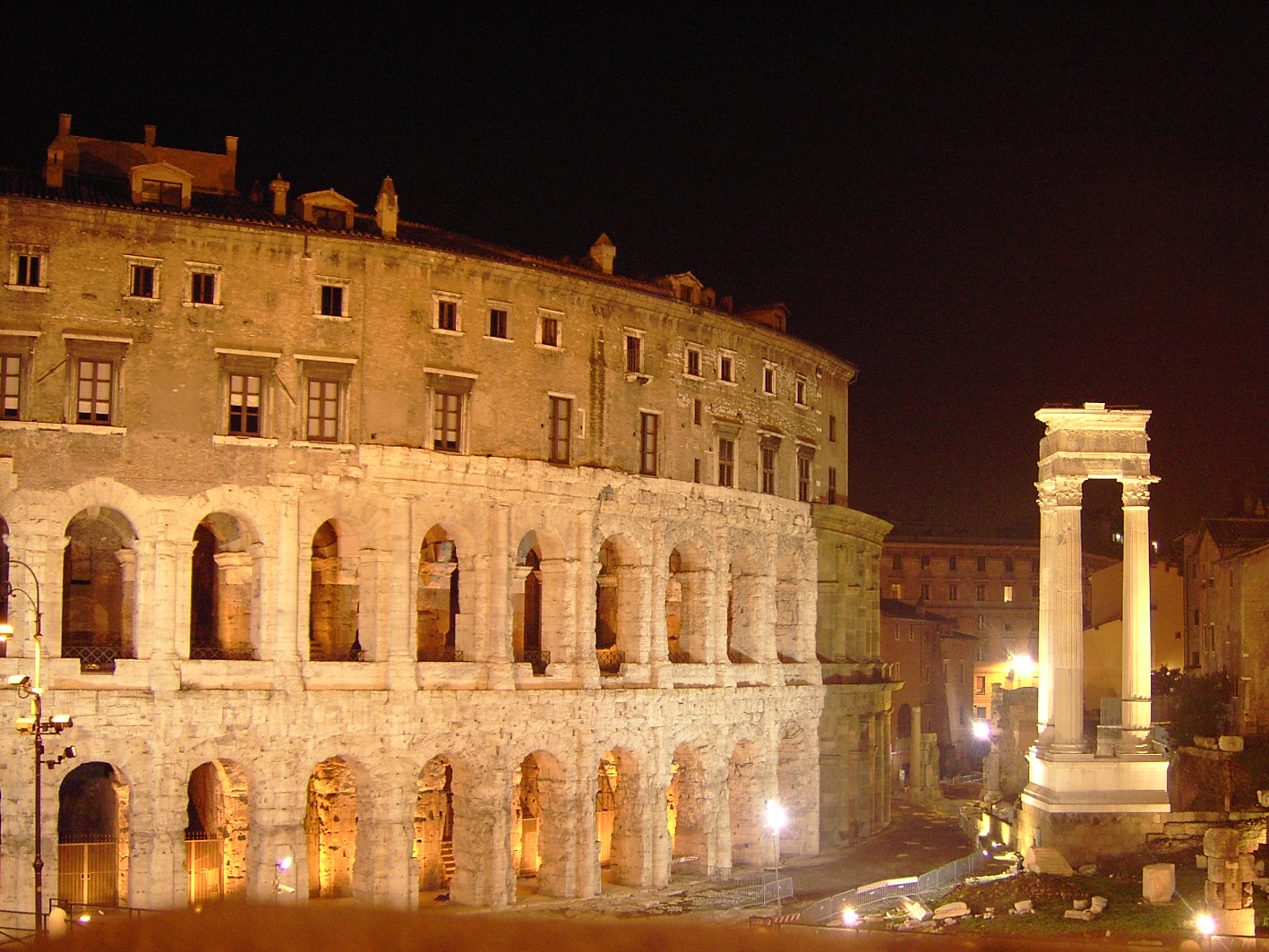
Hauptstädtische Massenveranstaltungen wie hier im Marcellustheater dienten oft der Kommunikation zwischen Kaiser und Volk.

Die Gewaltherrschaft des Caligula erstreckte sich in erster Linie auf den Senat, der ihn deshalb hasste. Da nach Caligulas Tod Reaktionen gegen die Attentäter weitgehend ausblieben, scheint der Kaiser allerdings auch bei anderen herrschaftslegitimierenden Gruppen, wie dem Heer oder der stadtrömischen Bürgerschaft, trotz der Freigebigkeit seiner ersten Regierungsmonate teilweise unbeliebt geworden zu sein. Mitunter drastische Steuererhöhungen infolge der erhöhten Ausgaben könnten hierfür ein Grund gewesen sein. Caligula hat dabei auch ungewöhnliche Maßnahmen getroffen, wie die öffentliche Förderung und Besteuerung der Prostitution. Pro Bordellbesuch musste als Abgabe der Mindestpreis entrichtet werden, der für eine Umarmung verlangt wurde. Diese Steuer blieb als eine der wenigen Maßnahmen nach dem Tod des Kaisers bestehen und wurde erst in christlicher Zeit abgeschafft.
Es gibt Berichte über Willkürakte und Gewalttaten gegenüber der stadtrömischen Bevölkerung bei Spielen, die gewöhnlich als öffentliche Plattform für Forderungen zum Beispiel nach Getreidespenden dienten und insofern als Ausgangspunkte für Volksaufstände Gefahrenpotential besaßen. Flavius Josephus spricht allerdings auch davon, dass Caligula bei Teilen der Bevölkerung, die an aufwendigen Spielen interessiert war, bis zu seinem Tod beliebt geblieben war, ebenso bei dem Teil des Heeres, der seine Soldzahlungen pünktlich erhalten hatte. Auch andere Quellen lassen auf relative Beliebtheit des Kaisers beim Volk in Rom beziehungsweise Italien schließen, vermutlich jedoch nicht in den Provinzen des griechischen Ostens, wo Caligula sich durch Kunstraub und Tempelplünderungen unbeliebt gemacht hatte: Tilgungen des Kaisernamens in Inschriften, die vermutlich auf lokal begrenzte Reaktionen nach Caligulas Tod zurückgehen, sind ausschließlich im Osten des Reiches belegt (s. u.).

### Juden
Während von Caligulas Politik und seiner Einschätzung in den Provinzen kaum systematische Informationen überliefert sind, gibt es hauptsächlich aufgrund der Darstellungen des Flavius Josephus sowie des Philon von Alexandria Berichte über Caligulas Interventionen in Zentren des jüdischen Glaubens. Diese lassen jedoch nur sehr bedingt Rückschlüsse auf die Bewertungen des Kaisers in anderen Bevölkerungsgruppen zu, da der jüdische Monotheismus unvereinbar mit der von Caligula forcierten hellenistischen Herrscherverehrung der griechischen Bevölkerung war, die mit den Juden auf engstem Raum zusammenlebte. Insofern trug Caligula neben anderen Ursachen zur späteren dramatischen Entwicklung, der Zerstörung des Tempels durch Titus sowie der endgültigen Diaspora unter Hadrian, bei.

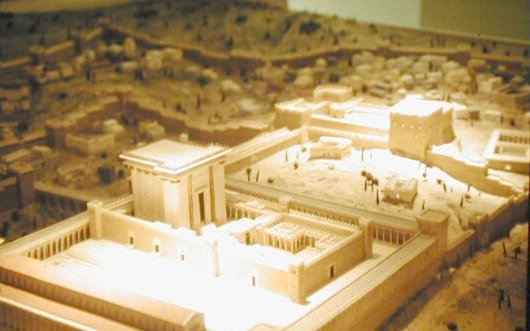
Tempel von Jerusalem, Modell im Museumpark Orientalis (Berg en Dal)

Alexandria war seit dem Hellenismus multikulturell geprägt und besaß neben hellenisierten Ägyptern und Griechen eine starke jüdische Minderheit. Religiöse Auseinandersetzungen kamen wiederholt vor. Während der Anwesenheit des Herodes Agrippa I. verschärften sich Hassgefühle der griechischen Bevölkerung, die zu einem lokalen Pogrom führten. Der römische Statthalter Aulus Avillius Flaccus hatte bereits im Vorfeld Sanktionen einseitig nur gegen die jüdische Bevölkerung angeordnet und gab dieser nun die Hauptschuld an den Vorfällen, mit der Folge, dass die Juden in getrennte Wohnorte innerhalb der Stadt zwangsumgesiedelt wurden. Es handelt sich dabei um das erste historisch belegte jüdische Ghetto. Diese Zustände gaben Anlass zu einer Gesandtschaftsreise, an der Philon teilnahm und die er ausführlich beschreibt. Noch vor der Audienz mit Caligula, der die aus Griechen und Juden bestehende Gesandtschaft versetzt hatte, trafen im Jahre 40 aus Jerusalem schockierende Nachrichten ein, der Kaiser habe die Umwandlung des jüdischen Tempels in ein Zentrum des Kaiserkults in Auftrag gegeben. Die Gespräche endeten ergebnislos.
Caligulas Versuch, den Kaiserkult gewaltsam durchzusetzen, erfolgte als Vergeltungsmaßnahme auf Übergriffe von Juden gegen den Kaiserkult praktizierende Griechen in Judäa. Sie verursachte weitere Unruhen in Antiochia, dem Verwaltungssitz von Syria, deren Statthalter Publius Petronius mit Anfertigung und Aufstellung einer Kaiserstatue im Tempel von Jerusalem beauftragt wurde, diese aber mit Rücksicht auf die mobilisierte jüdische Bevölkerung hinauszögerte. Die folgenden Ereignisse lassen sich alternativ so rekonstruieren, dass Caligula entweder auf Fürsprache des Herodes Agrippa von seinem ursprünglichen Befehl absah oder auf seinem Entschluss beharrte und Petronius die Aufforderung zum Selbstmord übersandte, die den Empfänger allerdings erst nach der Nachricht von Caligulas Tod erreichte. Aufgrund der Ereignisse wurde die Nachricht vom Tode des Caligula bei der jüdischen Reichsbevölkerung mit Freude aufgenommen, daraus resultierende Verschärfungen der Anspannungen mussten von Claudius beschwichtigt werden.

### Caligula als Präzedenzfall
Der kurze Prinzipat des Caligula zeigte die Gefahren auf, die sich aus der unscharfen Stellung des Kaisers innerhalb der grundsätzlich fortbestehenden Verfassung der römischen Republik ergaben. Es wird heute vielfach davon ausgegangen, dass Caligula bei Amtsantritt ein ähnliches Bündel an Vollmachten erhalten hatte, wie dies für Vespasian inschriftlich überliefert ist (Lex de imperio Vespasiani). Einige Forscher erkennen darin die praktische Übertragung der völligen Ermessensfreiheit. Zumindest bei Wahlen brauchte der Kaiser auf den Senat formal keine Rücksicht zu nehmen; die republikanische Verfassung sah allerdings das Prinzip der Kollegialität vor, das unter Augustus und in der Anfangszeit des Tiberius zumindest propagandistisch aufrechterhalten wurde. Das aus republikanischer Zeit stammende Hochverratsgesetz (Lex maiestatis) war unscharf und ließ willkürliche Prozesse und Verurteilungen sowie Folter und Hinrichtungen, unabhängig von Statusgrenzen, zu. Da Caligula in seinen letzten beiden Regierungsjahren hiervon rücksichtslos Gebrauch machte, konnte die so ausgeübte Autokratie nur durch Tod und Damnatio memoriae („Verdammung des Andenkens“) beendet werden. Das Beispiel des Caligula wies daher auf spätere Kaiserherrschaften voraus: Performative Ritualisierung eines Konsenses mit der Senatsaristokratie durch den Kaiser war Bedingung für dessen Würdigung in der senatorisch geprägten römischen Geschichtsschreibung (und der zu großen Teilen auf dieser basierenden Rezeption späterer Jahrhunderte). Trotzdem blieb Caligula kein Einzelfall in der römischen Kaiserzeit.

## Historische Probleme

### Maßnahmen nach Caligulas Tod
Mit Caligula wurden am 24. Januar 41 auch seine Gattin Milonia Caesonia und die gemeinsame Tochter Iulia Drusilla getötet. Sein Andenken sollte ausgelöscht werden. Schon nach dem Tod des Tiberius wurden vereinzelt Kaiserstatuen umgeworfen sowie die Schändung des Leichnams gefordert. Nach Caligulas Tod diskutierte der Senat zeitweise sogar die kollektive Verdammung aller Vorgänger sowie die Wiederherstellung der Republik, die allerdings allein durch den Senat nicht durchsetzbar gewesen wäre. Caligulas Nachfolger Claudius ließ schließlich mit Rücksicht auf den Senat sämtliche Regierungsmaßnahmen seines Vorgängers für ungültig erklären, Schriften über seine Regierung vernichten, Statuen zerstören und Münzen mit dem Bildnis des Caligula aus dem Verkehr ziehen. Einzelne archäologische Zeugnisse für eine Tilgung von Kaisernamen oder Verstümmelung von Statuen, besonders in den Provinzen, könnten allerdings von spontanen, nicht öffentlich angeordneten Einzelaktionen verursacht sein. Eine damnatio memoriae des Caligula kann somit nicht belegt werden, und Claudius dürfte auch angesichts der Ermordung seines Neffen keinen Präzedenzfall zu schaffen gewünscht haben.
Diese Vorgänge könnten die literarische Darstellung beeinflusst haben: Da der Bericht des Tacitus für die Regierungszeit Caligulas verloren ist, ist neben dem viel späteren Cassius Dio sowie Flavius Josephus der Kaiserbiograph Sueton die literarische Hauptquelle. Etwa das erste Drittel der Caligula-Vita des Sueton, das überwiegend Jugend und Regierungsbeginn des Kaisers darstellt, bezieht sich auf positive oder neutrale Bewertungen oder auf außerliterarisch überprüfbare Fakten (politische Ämter, Bauten). Aus der zweiten Hälfte der Regierung sind hauptsächlich nur noch solche Informationen überliefert, die von den Untaten des Kaisers berichten. Sueton vertritt das senatorische Geschichtsbild, seine Darstellung lässt daher überwiegend nur Rückschlüsse auf das Verhältnis zwischen Caligula und dem Senat zu und sagt wenig über die Bewertung Caligulas bei anderen herrschaftstragenden Gruppen aus. Die Biographie trägt deutlich Züge der Ideologie der Adoptivkaiser, die sich von den Kaisern der julisch-claudischen Dynastie mit Ausnahme des Augustus distanzieren wollten. Als kaiserlicher Archivar hatte der Biograph Zugriff auf Dokumente der Regierung Caligulas, gibt aber kaum Informationen über Herkunft, Historizität oder Tendenz einer Quelle. Einige Argumentationen erscheinen aus heutiger Sicht unsachlich. Viele Beschreibungen des Sueton, besonders solche, die willkürliche Gewalthandlungen gegen Senatoren zum Inhalt haben, werden von Josephus bestätigt, der zur Zeit der Flavier schrieb.

### Angeblicher Wahnsinn
Die antiken Quellen bezeichnen die Herrschaft des Caligula beziehungsweise die Person selbst häufig und praktisch einhellig als „wahnsinnig“. Fraglich ist jedoch, ob es sich bei dieser Bezeichnung regelmäßig um eine psychopathologische Kategorie im modernen Sinne handelt: Das vielleicht authentischste Zeugnis des Philon von Alexandria über seine Gesandtschaftsreise schildert den Kaiser als arrogant und zynisch, jedoch nicht als psychotisch. Trotzdem finden sich bei demselben Autor erste Hinweise auf den Wahnsinn des Kaisers. Seneca überliefert, hauptsächlich während seiner von Caligula mitverschuldeten Verbannung, Bilder grausamer Folterungen und Hinrichtungen des Kaisers, die ihn als Sadisten beschreiben. Seneca definiert außerdem den Begriff des Wahnsinns als Entartung eines Tyrannen, ohne dabei Caligula namentlich zu erwähnen. Flavius Josephus gebraucht den Begriff des Wahnsinns zur Charakterisierung des Kaisers mehrere Male, jedoch ist nicht genau zu unterscheiden, ob er damit auf eine tatsächliche psychische Störung anspielt oder eher die Willkürhandlungen des Kaisers pejorativ bezeichnet. Sueton, der in der Tradition antiker Biographie steht, den Charakter einer Person aus ihrer Herrschaft zu konstruieren, schildert Caligula ein halbes Jahrhundert später explizit als geisteskrank, indem er seine Darstellung mit pathologischen Auffälligkeiten Caligulas verbindet. Spätere Quellen argumentieren ähnlich (Cassius Dio; Eutropius, Breviarium ab urbe condita 7,12).
Die für künstlerische Bearbeitungen des Tyrannen-Stoffes wegweisende Theorie des Cäsarenwahnsinns ist erstmals in einem 1894 erschienenen Essay von Ludwig Quidde dargelegt: Caligula sei im Verlauf seiner Herrschaft größenwahnsinnig und geisteskrank geworden, was ein Resultat der praktisch inzestuösen Familienpolitik der julisch-claudischen Kaiserfamilie sei. Obwohl auch antike Autoren von einer Degeneration sprechen, ist ihnen eine genetische Ursache weitgehend unbekannt: Die römische Gesellschaft berief sich auf das Konzept des mos maiorum (der Sitten der Vorfahren), das die Verdienste einer angesehenen Ahnenreihe automatisch auf Nachgeborene übertrug. Lediglich Tacitus schreibt zu Beginn seiner Annales von dem „alten und der claudischen Familie angeborenen Hochmut“(vetus atque insita Claudiae familiae superbia) Quidde ließ sich also vom naturwissenschaftlichen Fortschritt und nicht zuletzt vom darwinistischen Ansatz seiner Zeit inspirieren. Der Essay war außerdem als indirekte Kritik an Wilhelm II. gedacht.
Als Indikation einer psychopathologischen Störung können nach heutigem Verständnis angeblich irrationale Handlungen gelten (zum Beispiel die geplante Beförderung von Incitatus, Maßnahmen während und nach dem Germanien- und Britannienfeldzug), ebenso die Selbstinszenierung Caligulas als lebender Gott. Diese Personenverehrung steht allerdings in Kontinuität zum Kaiserkult des Augustus. Augustus hatte es zwar in der Stadt Rom noch vermieden, zu Lebzeiten persönlich als Gott verehrt zu werden, nicht jedoch im Osten des Reiches, wo es bereits seit dem Hellenismus einen Herrscherkult gab. Verschiedene Abstufungen des Herrscherkultes pflegten ebenfalls die Nachfolger im Kaiseramt oder andere hochrangige Personen am Kaiserhof. Grundsätzlich war in der paganen Antike ein Personenkult akzeptiert. Daher schließen ausschließlich Autoren mit monotheistischem Glauben (Philo, Flavius Josephus) hieraus auf den Wahnsinn des Kaisers. Vor allem in der neueren Forschung wird eine psychopathologische Störung bisweilen bezweifelt oder die Frage gar nicht erst diskutiert, da man sie als historisch nicht relevant oder unzulässig ansieht.

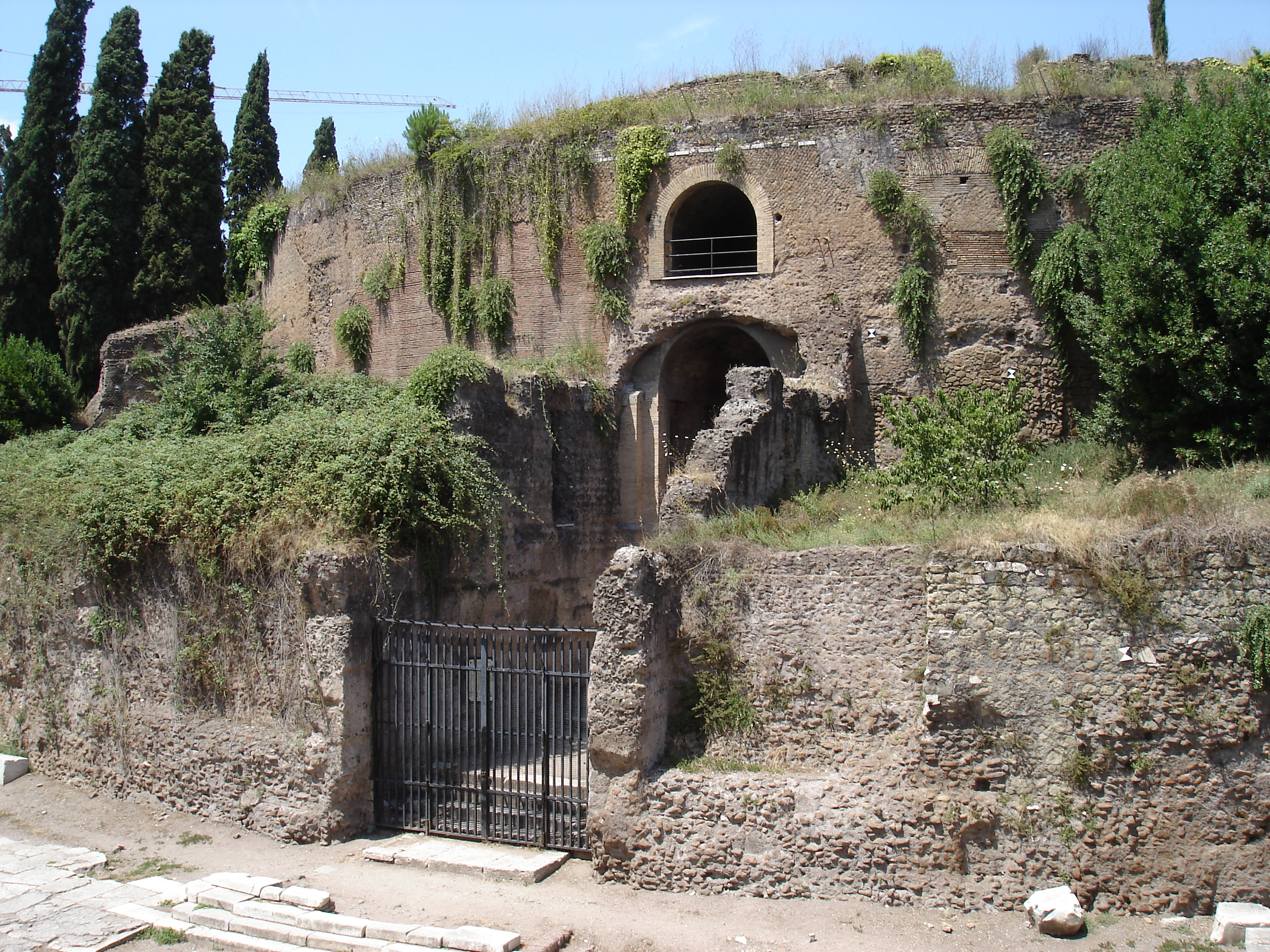
Das Mausoleum des Augustus ist Ausdruck der posthumen Verehrung des ersten Kaisers.

Vor allem Aloys Winterling (2003) stellt Caligulas Geisteskrankheit vehement in Frage: Der Kaiser sei ein zynischer Machtmensch gewesen, der im Laufe seiner Regierungszeit das von Augustus eingeführte Konzept der „doppelbödigen Kommunikation“ gegenüber dem Senat aufgekündigt habe. Die sich hieraus ergebenden Konsequenzen, die in ihrer Bedeutungsbreite heute nur noch schwer nachzuvollziehen seien, hätten vor allem in der modernen Rezeption zum Bild des irrational handelnden Kaisers beigetragen: gelobte man, sein Leben für die Genesung des Kaisers zu geben, so forderte der genesene Caligula die Einhaltung des Gelübdes. Entscheidend für die Legendenbildung in der Antike seien Selbstschutzgründe des Senats, der den Vorwurf der Geisteskrankheit erfunden habe, um erlittene, letztlich aber akzeptierte Demütigungen des autokratischen Kaisers historisch zu rechtfertigen. Es sei schließlich der Senat gewesen, der eine zu diesem Zeitpunkt noch präzedenzlose Gewaltenübertragung zumindest formal auf freiwilliger Basis bewilligt habe und daher nach der einvernehmlichen erfolgten Ermordung in Erklärungsnot geraten sei. Dies spiegele sich in der Entwicklung der literarischen Überlieferung wider, bei der sich das Verdikt des Wahnsinns im Sinne einer psychischen Störung graduell entwickelt finde.
Eine Legendenbildung des „wahnsinnigen“ Kaisers aus der Kommunikation zwischen Kaiser und Senat zu erklären, ist einerseits auch deshalb schlüssig, da für Caligula schon als Kind die Nachfolgefrage erstmals weitgehend sicher war. Er brauchte daher den Prinzipat nicht mit den gleichen Konsensritualen zu legitimieren, wie es der Senat unter Augustus und in der Anfangszeit des Tiberius gewohnt war. Die Aristokratie benötigte darüber hinaus eine Erklärung für die Degeneration des Nachkommen des populären Germanicus, ohne dabei das sie legitimierende Konzept der Vererbung von Verdiensten in Frage zu stellen. Ob Caligula andererseits gerade durch diese ungeheure Machtfülle pathologische Züge von Größenwahn entwickelte, ist letztlich eine spekulative Frage. Es kann nicht zuverlässig entschieden werden, inwieweit Beschreibungen von Caligulas Krankheit des Jahres 37/38 sowie weitere Schilderungen gesundheitlicher Auffälligkeiten (zum Beispiel Schlafstörungen) Produkt der antiken Polemik sind oder, sollten diese historisch akkurat sein, eine psychotische Störung indizieren.

### Bewertungen
Die Verurteilung zumindest der zweiten Regierungshälfte des Caligulas als grausame Tyrannenherrschaft ist in den antiken Quellen, auch solchen aus späterer Zeit, einhellig. Es ist keine Gegendarstellung überliefert, und es gibt keine Gründe anzunehmen, dass Tacitus in dem verlorenen Textabschnitt eine alternative Ansicht zu Caligula vertreten haben sollte.
In der modernen Forschung wurden aufgrund der problematischen Überlieferungslage bis in die 80er-Jahre hinein vergleichsweise wenige monographische Untersuchungen zu Caligula geschrieben. Trotz der möglicherweise einseitigen Überlieferung gilt Caligula als politisch konzeptionsloser, willkürlicher Gewaltherrscher, dessen Regierung nur aufgrund der inneren Stabilität des Reiches ohne negative Folgen blieb. Die letzten drei größeren Caligula-Biographien spiegeln die Bandbreite der heutigen Lehrmeinung wider: Arther Ferrill (1991) beschreibt das in den Quellen dargestellte Bild des wahnsinnigen und irrational grausamen Tyrannen als historisch, Anthony A. Barrett (1989) diskutiert umfangreich Alternativen zur überlieferten Darstellung, Aloys Winterling (2003) rehabilitiert den Kaiser insofern, als er seine Regierung aus den zeitgenössischen Rahmenbedingungen verständlich macht. Die beiden letztgenannten Arbeiten sind in der Forschung breit rezipiert und aufgrund der vorbildlichen Darstellungsweise überwiegend positiv aufgenommen worden. Damit hat sich jedoch keine Revision des traditionellen Geschichtsbildes in dem Sinne vollzogen, dass die Herrschaft des Caligula als in irgendeiner Hinsicht erfolgreich oder für spätere Entwicklungen wegweisend gedeutet werden könnte.

## Caligula-Rezeption
Das in den antiken Quellen überlieferte Bild des grausamen Tyrannen sowie Quiddes Bild des Wahnsinns bei Kaisern der julisch-claudischen Dynastie bestimmen die zahlreichen populärwissenschaftlichen, belletristischen und literarischen Darstellungen Caligulas, die sich aus dem reichlich überlieferten anekdotischen Material zur Person des Kaisers bedienen, und insofern nicht als historisch schlecht recherchiert gelten können, jedoch bisweilen zur Wirkungssteigerung weniger Wert auf quellenkritische Vorbehalte legen.
In Anspielung an die totalitären Regime seiner Zeit verfasste der erst 25-jährige Albert Camus 1938 das Drama Caligula. Historisch setzt es nach dem Tod der Drusilla und der damit verbundenen Krise des Kaisers ein, der die Sinnlosigkeit des Lebens erkennt und damit Camus’ philosophische Konzeption des Existentialismus versinnbildlicht. Der deutsche Komponist Detlev Glanert verfasste eine frei auf Camus’ Drama beruhende Oper, die am 7. Oktober 2006 an der Oper Frankfurt uraufgeführt wurde.
Tinto Brass setzte 1979 den Skandalfilm Caligula (dt. Untertitel Aufstieg und Fall eines Tyrannen) in Szene, das Drehbuch stammte von Gore Vidal. Malcolm McDowell gab den Kaiser, Peter O’Toole den Tiberius. Der ursprünglichen Verfilmung folgten weitere Produktionen, die den historischen Stoff als Fassade für die Darstellung von Sex- und Gewaltorgien benutzten.
Im Rahmen des New York Musical Theatre Festivals wurde am Broadway 2004 das Musical Caligula: An Ancient Glam Epic uraufgeführt. Die Inszenierung, die ebenfalls die Skandalgeschichten um den Kaiser thematisiert, avancierte zum Publikumsliebling und wurde in der Presse überwiegend positiv rezensiert. Eine politisch gefärbte Singleauskopplung diente der Mobilisierung von Wählern in der bevorstehenden Präsidentenwahl.

## Belletristische Darstellungen
- Siegfried Obermeier: Caligula. Der grausame Gott. Rowohlt, Reinbek bei Hamburg 1993.
- Josef Toman: Tiberius und Caligula. Langen Müller, München 1982.

### Literarische Quellen
- Cassius Dio: Römische Geschichte. Übersetzt von Otto Veh. Band 4 (= Bücher 51–60). Artemis-Verlag, Zürich 1986, ISBN 3-7608-3673-9, (englische Übersetzung Römische Geschichte. Buch 59 bei LacusCurtius).
- Sueton: Caligula. Ausführlichste antike Biographie aus der Sammlung der Kaiserbiographien von Caesar bis Domitian. Zahlreiche Ausgaben, beispielsweise mit deutscher Übersetzung in: Gaius Suetonius Tranquillus: Sämtliche erhaltene Werke. Magnus, Essen 2004, ISBN 3-88400-071-3, (lateinischer Text, englische Übersetzung).
- Philon von Alexandria: Gesandtschaft an Gaius (engl. Übersetzung).
- Philon von Alexandria: Gegen Flaccus (engl. Übersetzung).
- Flavius Josephus: Jüdische Altertümer, Übersetzt und mit Einleitung und Anmerkungen versehen von Heinrich Clementz. Mit Paragraphenzählung nach Flavii Josephi Opera recognovit Benedictus Niese (Editio minor), Wiesbaden 2004. ISBN 3-937715-62-2 Die Bücher 17–19 betreffen Caligula. Online by archive.org.
- E. Mary Smallwood (Hrsg.): Documents Illustrating the Principates of Gaius, Claudius and Nero. Cambridge University Press, Cambridge 1967. ISBN 0-86292-085-X

### Bildquellen
- Dietrich Boschung: Die Bildnisse des Caligula (= Das römische Herrscherbild I 4). Gebr. Mann, Berlin 1989. ISBN 3-7861-1524-9.
- Eric R. Varner (Hrsg.): From Caligula to Constantine. Tyranny and Transformation in Roman Portraiture. Michael C. Carlos Museum, Atlanta Georgia 2001. ISBN 1-928917-01-1.

### Biographien
- J. P. V. D. Balsdon: The Emperor Gaius. University Press, Oxford 1934.
- Anthony A. Barrett: Caligula. The Corruption of Power. Batsford, London 1989, ISBN 0-7134-5487-3.
- Arther Ferrill: Caligula, Emperor of Rome. Thames & Hudson, London 1991, ISBN 0-500-25112-6.
- Theodor Kissel: Kaiser zwischen Genie und Wahn. Caligula, Nero und Elagabal. Artemis & Winkler, Düsseldorf 2006, ISBN 3-538-07233-7.
- Heinz Bellen: Caligula. In: Manfred Clauss (Hrsg.): Die römischen Kaiser. 4., aktualisierte Auflage. Beck, München 2010, ISBN 978-3-406-60911-4, S. 63–67 (Kurzbiographie).
- Sam Wilkinson: Caligula. Routledge, London/New York 2005, ISBN 0-415-34121-3 (Reihe Lancaster pamphlets in ancient history).
- Aloys Winterling: Caligula. Eine Biografie. Beck, München 2003, ISBN 3-406-50206-7 (ausführliche Besprechung [PDF; 496 kB] in: Göttinger Forum für Altertumswissenschaft. Band 7, Göttingen 2004, S. 1017–1031).
  - Aloys Winterling: Caligula: Eine Biographie. C. H. Beck, München 2012, ISBN 978-3-406-63233-4 (korrigierte Neuausgabe).

### Spezialstudien
- Tobias Arand: Caligula. In: Michael Sommer (Hrsg.): Politische Morde. Vom Altertum bis zur Gegenwart. Wissenschaftliche Buchgesellschaft, Darmstadt 2005, ISBN 3-534-18518-8, S. 64–72.
- Simone Blochmann: Legitimation von Gewalt in der frühen Kaiserzeit. Die Ermordung Caligulas. In: Hermes. Bd. 145, 2017, S. 295–325.
- Katherine Blouin: Le conflit judéo-alexandrin de 38–41. L’identité juive à l’épreuve. L’Harmattan, Paris u. a. 2005, ISBN 2-7475-8348-1.
- P. Bricknell: The Emperor Gaius’ military activities in AD 40. In: Historia. Bd. 17, 1968, S. 496–505.
- R. W. Davies: The ‘abortive’ invasion of britain by Gaius. In: Historia. Bd. 15, 1966, S. 124–128.
- Maria H. Dettenhofer: Gaius’ populare Willkürherrschaft. In: Latomus. Revue d’études latines. Bd. 61, 2002, S. 643–665.
- Donna W. Hurley: An Historical and Historiographical Commentary on Suetonius’ Life of C. Caligula. Oxford University Press, Oxford 1993, ISBN 1-55540-881-8.
- R. S. Katz: The Illness of Caligula. In: Classical World. Bd. 65, 1972, S. 223–225.
- Fleur Kemmers: Caligula on the lower Rhine. Coin finds from the Roman fort of Albaniana (The Netherlands). In: Revue belge de numismatique et sigillographie. Bd. 150, 2004, ISSN 0774-5885, S. 15–50.
- M. Kleijwegt: Gaius ‘triumph’ at Baiae. In: Mnemosyne. Bd. 57, 1996, S. 652–671.
- Yann Rivière: Les Délateurs sous l’Empire Romain. Rom 2002, ISBN 2-7283-0559-5.
- Dirk Rohmann: Gewalt und politischer Wandel im 1. Jahrhundert n. Chr. (= Münchner Studien zur alten Welt. Bd. 1). Utz, München 2006, ISBN 3-8316-0608-0.
- Steven H. Rutledge: Imperial Inquisitions. Prosecutors and Informants from Tiberius to Domitian. Routledge, London u. a. 2001, ISBN 0-415-23700-9.
- C. J. Simpson: The conspiracy of AD 39 (= Studies of Latin Literature and Roman History. Bd. 2). Latomus, Brüssel 1980, S. 347–366.
- C. J. Simpson: The cult of the Emperor Gaius. In: Latomus. Revue d’études latines. Bd. 40, 1981, S. 489–511.
- D. Wardle: Suetonius’ Life of Caligula. A commentary. Collection Latomus, Bruxelles 1994, ISBN 2-87031-165-6.
- D. Wardle: When did Caligula die? In: Acta Classica. Bd. 34, 1991, S. 158–165.
- D. Wardle: Caligula and the client kings. In: Classical Quarterly. Bd. 42, 1992, S. 437–443.
- D. Wardle: Caligula and his wives. In: Latomus. Revue d’etudes latines. Bd. 57, 1998, S. 109–126.
- Katharina Weil: Caligula. In: Peter von Möllendorff, Annette Simonis, Linda Simonis (Hrsg.): Historische Gestalten der Antike. Rezeption in Literatur, Kunst und Musik (= Der Neue Pauly. Supplemente. Band 8). Metzler, Stuttgart/Weimar 2013, ISBN 978-3-476-02468-8, Sp. 229–240.
- Zvi Yavetz: Caligula. Imperial Madness and modern Historiography. In: Klio. Bd. 78, 1996, S. 105–129.